# ティアーズ・オブ・クラウン
『the TEARS OF a CLOWN』（ティアーズ・オブ・クラウン）は、1986年10月22日に発売されたRCサクセション6枚目のライブ・アルバム。
LPは、2枚組で発売。CDは1990年から再発され、近年は1998年2005年2008年2020年に発売されている。

## 解説
RCサクセション（以下、RC）が1986年8月16・17・23・24日の4日間、東京・日比谷野外音楽堂にて開催したコンサート「4 SUMMER NITES」実況録音盤。同時期に同タイトルのライブ・ビデオも発売されている。ライブ・ビデオにはアルバム未収録の「ブン・ブン・ブン」が収録。
本作初出楽曲は「君はそのうち死ぬだろう」のみで、楽曲自体は1976年頃に作られた未発表曲。
カバー曲「IN THE MIDNIGHT HOUR」、「STRAWBERRY FIELDS FOREVER」も本作で初出された楽曲。
仲井戸麗市によるボーカル曲「打破」はソロ・アルバム『THE 仲井戸麗市 BOOK』収録曲。

## ディスクジャケット
アルバム・カバーはアサミカヨコによるビッグ・ブラザー・アンド・ホールディング・カンパニーのアルバム「Cheap Thrills」のパロディ。コンサート・パンフレットに使用されたものを再編集した。LPではタイトル文字がピンク色だが、CDでは黄色に変更されている。

## 収録曲

### Record 1

#### Side 1
1. IN THE MIDNIGHT HOUR
（作詞・作曲：Wilson Picket Jr./Steve Cropper）
2. SWEET SOUL MUSIC〜STRAWBERRY FIELDS FOREVER
（作詞・作曲：忌野清志郎〜John Lennon/Paul McCartney）
3. 君が僕を知ってる
（作詞・作曲：忌野清志郎）
4. ラプソディー
（作詞・作曲：忌野清志郎）

#### Side 2
1. よそ者
（作詞・作曲：忌野清志郎・仲井戸麗市・奥津光洋）
2. 君はそのうち死ぬだろう
（作詞・作曲：忌野清志郎）
3. 打破
（作詞・作曲：仲井戸麗市）
4. スローバラード
（作詞・作曲：忌野清志郎&みかん）

### Record 2

#### Side 1
1. SKY PILOT
（作詞・作曲：忌野清志郎・小林和生）
2. トランジスタ・ラジオ
（作詞・作曲：忌野清志郎・G.1,238,471）
3. ドカドカうるさいR&Rバンド
（作詞・作曲：G忌麗）
4. LONENY NIGHT (NEVER NEVER)
（作詞・作曲：忌野清志郎）

#### Side 2
1. ヒッピーに捧ぐ
（作詞：忌野清志郎　作曲：肝沢幅一）
2. 自由
（作詞・作曲：忌野清志郎）
3. 雨あがりの夜空に
（作詞・作曲：忌野清志郎・仲井戸麗市）

## 補足事項
LPと初盤CDでは編集が異なる（カセットテープはCDに準ず）。
初盤CDでは、以下の点が挙げられる。
- MC・曲間が短く編集されている
- レコード1枚目と2枚目の繋ぎにLP未収録MCと「SKY PILOT」のカウントが含まれている
- レコード1枚目の最後に聞こえる「サマーロマンス」のイントロのベースがCDではカット
- 「SKY PILOT」がロング・バージョン
- 「ヒッピーに捧ぐ」のエンディングにオーディエンス・ノイズが無い別ミックス
- ステレオの左右チャンネルが反転している

本作は1990年以降の再発CDから、初盤のCDからLPメインに再編集したものに変更されている為、上記で触れている「SKY PILOT」のロング・バージョン等は現在聴く事ができない。さらに、再発盤の発売年度により僅かながらトータルの収録時間が異なることも見受けられる（テンプレート参照）。

## メンバー
- RCサクセション
  - 忌野清志郎 - ボーカル、ギター、ブルースハープ、コーラス
  - 仲井戸麗市 - ギター、ボーカル
  - 小林和生 - ベース
  - 新井田耕造 - ドラムス
  - Gee2wo - キーボード、ギター
- ブルーデイ・ホーンズ
  - 梅津和時 - アルトサックス、テナーサックス、ソプラノサックス
  - 片山広明 - テナーサックス、ソプラノサックス
- 菊池隆 - パーカッション